# The Colour of My Love
The Colour of My Love (с англ. — «Цвет моей любви») — двенадцатый студийный альбом канадской певицы Селин Дион, выпущенный компанией Sony Music 9 ноября 1993 года. Это третий англоязычный альбом певицы. Основную часть материала спродюсировали Дэвид Фостер, Рик Уэйк, Уолтер Афанасьефф, Кристофер Нил и Гай Рош.
The Colour of My Love получил в целом неоднозначные отзывы музыкальных критиков, но имел огромный коммерческий успех, возглавив чарты Канады, Австралии, Великобритании и некоторых других европейских стран, а также войдя в десятку лучших в других странах, включая четвёртую строчку в США. The Colour of My Love остаётся одним из самых продаваемых альбомов всех времён: продажи составили более 20 миллионов экземпляров по всему миру, в том числе 6 миллионов в США, более 1,8 миллиона в Великобритании, 1,5 миллиона в Канаде и более миллиона в Японии. Три сингла с альбома стали хитами номер 1: «The Power of Love», «Think Twice» и лидер японского чарта «To Love You More», который был включен в переиздание The Colour of My Love в 1995 году. Каждый из этих синглов превысил миллионный тираж.
The Colour of My Love получил две премии «Джуно» в номинациях «Альбом года» и «Самый продаваемый альбом (зарубежный или отечественный)», а также премию Ирландской ассоциации звукозаписывающих компаний в категории «Лучший международный женский альбом». «Think Twice» получила Премию Айвора Новелло за «Лучшую песню в музыкальном и текстовом плане», а «To Love You More» получила гран-при среди международных синглов на церемонии вручения премии Japan Gold Disc Awards. Песня «When I Fall in Love» получила премию «Грэмми» за «Лучшую инструментальную аранжировку, сопровождающую вокал» и была номинирована в категории «Лучшее вокальное поп-исполнение дуэтом или группой» в 1994 году. «The Power of Love» также была номинирована на «Грэмми» за «Лучшее женское вокальное поп-исполнение» в 1995 году.

## Предыстория и выпуск
После выпуска двух англоязычных студийных альбомов, Unison (1990) и Celine Dion (1992), записи песни «Beauty and the Beast», удостоенной премий «Оскар» и «Грэмми», и трёхкратного попадания в десятку лучших Billboard Hot 100 («Where Does My Heart Beat Now», «Beauty and the Beast», «If You Asked Me To»), Дион приступила к работе над своим третьим англоязычным альбомом под названием The Colour of My Love. В сентябре 1993 года она дала два концерта в театре «Капитолий» в Квебеке, Канада, которые были записаны для последующей трансляции по телевидению. Дион исполнила совершенно новые, ранее неизданные песни с грядущего альбома The Colour of My Love, в том числе: «Refuse to Dance», «Everybody’s Talkin’ My Baby Down», «The Colour of My Love», «The Power of Love», «Mislead», «Think Twice» и «Only One Road». Шоу, названное позже The Colour of My Love Concert, было выпущено как домашнее видео в 1995 году. Альбом The Colour of My Love вышел в ноябре 1993 года в Северной Америке, в декабре 1993 года в Японии, в феврале 1994 года в Европе и в марте 1994 года в Австралии.
В примечаниях к альбому Дион впервые публично раскрыла свои отношения со своим менеджером Рене Анжелилом. Во время презентации альбома в «Метрополисе» в Монреале она объявила об их помолвке.

## Содержание
The Colour of My Love был выпущен с четырнадцатью песнями в США и с пятнадцатью, включая «Just Walk Away», — в других странах. Продюсерами выступили в основном Дэвид Фостер, Рик Уэйк, Гай Рош, Уолтер Афанасьефф и Кристофер Нил. Дайан Уоррен написала четыре песни для альбома, в числе которых «Next Plane Out», «Real Emotion», «No Living Without Loving You» и «Lovin’ Proof». Помимо оригинальных композиций, в альбом вошли 2 кавер-версии. Первое исполнение «The Power of Love» принадлежит её соавтору, американской певице Дженнифер Раш. Её версия была выпущена в 1984 году и возглавила чарты по всему миру. Поп-стандарт «When I Fall in Love», записанный Дион в дуэте с британским вокалистом Клайвом Гриффином, ранее был издан в качестве саундтрека к мелодраме «Неспящие в Сиэтле» в июне 1993 года. В октябре 1995 года альбом The Colour of My Love был переиздан в Японии с новой песней «To Love You More», написанной и спродюсированной Дэвидом Фостером.

## Синглы
Композиция «When I Fall in Love» была издана как сингл с официального саундтрека к фильму «Неспящие в Сиэттле» в июле 1993 года, а первым полноценным синглом с альбома The Colour of My Love стала песня «The Power of Love». Сингл имел большой успех, заняв первое место в чартах США, Канады и Австралии, а также войдя в десятку лучших в других странах, включая Великобританию и Францию. Объём продаж «The Power of Love» составил более миллиона копий в США, в результате чего песня получила платиновый статус в 1994 году. Следующий сингл, «Misled», вошёл в десятку лучших в Канаде, а также добрался до первой строчки чарта Hot Dance Club Songs в США. Дальнейший успех пришёл с выпуском сингла «Think Twice», который возглавил чарты Великобритании, Ирландии, Бельгии, Дании, Норвегии, Швеции и Нидерландов, а также вошёл в десятку лучших в Австралии, Испании и Швейцарии. В Великобритании было продано более 1,3 миллиона экземпляров сингла, который получил платиновый статус в 1995 году (имеет право на дважды платиновый статус). Следующий сингл «Only One Road» вошёл в десятку лучших в Великобритании, Испании и Ирландии. В 1995 году песня «Next Plane Out» была выпущена как сингл в Австралии, а «Just Walk Away» — как промосингл в Испании. В октябре 1995 года альбом The Colour of My Love был переиздан в Японии, включая новую песню «To Love You More», которая одновременно была выпущена как сингл. «To Love You More» возглавила песенный чарт Oricon, а в Японии было продано 1,5 миллиона копий. Он получил сертификат «Миллион» от RIAJ.

## Продвижение
Дион продвигала The Colour of My Love в Северной Америке в различных телевизионных программах в конце 1993 — начале 1994 года. Кроме того, её концерт The Colour of My Love Concert был показан на телевидении в декабре 1993 года в Канаде и в феврале 1994 года в Соединенных Штатах. Дион также отправилась в турне The Colour of My Love Tour, в рамках которого дала концерты в США в феврале 1994 года и в Канаде до мая 1994 года. После успеха «Think Twice» за пределами Северной Америки в 1995 году она также начала продвигать альбом в Европе, в том числе в Великобритании. Дион исполнила «The Power of Love» на церемонии вручения наград «Джуно» 1994 года и American Music Awards 1995 года, «Think Twice» на церемонии Edison Awards в 1994 году и World Music Awards в 1995 году, а также «The Colour of My Love» на премии «Джуно» 1995 года. Кроме того, Дион исполнила три песни с альбома на музыкальной телепередаче Top of the Pops в Великобритании: «The Power of Love» (1994), «Think Twice» (1995) и «Only One Roаd» (1995).

## Реакция критики
| Оценки критиков           | Оценки критиков |
| Источник                  | Оценка          |
| ------------------------- | --------------- |
| AllMusic                  | [ 9 ]           |
| The Baltimore Sun         | (смешанная)     |
| Billboard                 | (положительная) |
| Chicago Tribune           | [ 13 ]          |
| Music & Media             | (положительная) |
| Rolling Stone Album Guide | [ 15 ]          |

The Colour of My Love был встречен противоречивыми обзорами, отмечавшими позитивно вокал Дион. Стивен Томас Эрлевайн из AllMusic дал альбому три звезды из пяти и отметил, что альбом работает по той же схеме, что и Celine Dion, и хотя песни не так хорошо складываются вместе, запись всё же можно считать успешной благодаря тщательному продюсированию, профессиональному написанию песен (в особенности «When I Fall in Love», «The Power of Love» и «Think Twice») и энергичному исполнению Дион. Брэд Уэббер из Chicago Tribune дал альбому две звезды из четырёх. Он заявил, что «приторно-сладкая» композиция, такая как «The Power of Love», не соответствует таланту Дион. Он раскритиковал «кривые корни» подражания Джанет Джексон (в «Misled» и «Think Twice»), шаблонную балладу дуэта с Клайвом Гриффином («When I Fall in Love») и добавил, что в её попытке петь соул, Дион можно отнести к категории «довольно поверхностных, что-то вроде Майкла Болтона женского пола». Однако Уэббер похвалил «экзотический трепет» в «Refuse to Dance», который, по его мнению, «вносит немного разнообразия в микс». Согласно Billboard, The Colour of My Love — это «высшая лига», которая должна подтолкнуть Дион к «новым сферам поп-славы». По словам Ларри Флика из Billboard, хотя The Colour of My Love полон «грандиозных поп-баллад», в нём  больше ритмической глубины, чем в предыдущих проектах Дион, включая джек-свинговую «Misled» и «прилипчивую, но вызывающую мурашки» «Refuse to Dance». Дж. Д. Консидайн из The Baltimore Sun назвал альбом «неровным» и отметил, что работая с мелодичными романтичными вещами, вроде «The Power of Love» и «When I Fall in Love», Дион звучит великолепно, демонстрируя вокальную уверенность, однажды сделавшую Уитни Хьюстон звездой, но когда она пытается быть более приземлённой и звучать модно, как в «Lovin’ Proof» и «Everybody’s Talkin’ My Baby Down», она «кажется совершенно потерянной». Напротив, согласно Music & Media, в «Mislead» Дион показала, что умеет «бережно обращаться с быстротемповым материалом». Кроме того, издание высоко оценило исполнение Дион: «Самое поразительное — её вокальные данные, которые продолжают улучшаться с каждым релизом».

## Коммерческий успех
The Colour of My Love остаётся одним из самых продаваемых альбомов в истории. По объёму продаж он стал вторым альбомом 1994 года в Канаде, третьим альбомом 1994 года в США среди женщин-исполнительниц, третьим альбомом 1995 года в Великобритании. Всего было продано более 20 миллионов копий по всему миру.
В Канаде The Colour of My Love вошёл в чарт альбомов RPM под номером пять и поднялся на вершину на пятой неделе. Он оставался на первой строчке двенадцать недель подряд и в общей сложности провёл в чарте восемьдесят недель. 30 ноября 1994 года альбом получил бриллиантовый статус от Канадской ассоциации звукозаписывающих компаний за продажу одного миллиона копий. Он стал вторым самым продаваемым альбомом 1994 года в Канаде после альбома The Sign группы Ace of Base. К концу 1995 года Billboard сообщил, что альбом уже продан тиражом 10 миллионов экземпляров по всему миру (включая 1,4 миллиона в Канаде). В ноябре 1996 года Billboard написал, что продажи The Colour of My Love в Канаде достигли 1,5 миллиона копий. Кроме того, альбом возглавлял чарт Квебека в течение двадцати недель.
В США The Colour of My Love дебютировал на восемьдесят восьмой строке национального хит-парада с продажами 16 000 копий. В марте 1994 года он достиг четвертой строчки Billboard 200 и продержался в чарте 149 недель. Он стал двадцатым самым продаваемым альбомом 1994 года в США (третьим среди женщин): только в 1994 году было продано 2,1 миллиона копий. По данным Nielsen SoundScan, было продано 4,6 миллиона копий альбома, а в ноябре 1999 года он получил шестикратный платиновый статус от RIAA за продажу шести миллионов копий в США.
В Великобритании он дебютировал на десятой строчке в марте 1994 года. Благодаря успеху «Think Twice» альбом достиг первой позиции в британском чарте в январе 1995 года и продержался на ней семь недель. В течение пяти недель подряд «Think Twice» и The Colour of My Love одновременно находились на вершине британских чартов — достижение, не повторявшееся с 1965 года и времени расцвета The Beatles. В декабре 1995 года альбом получил пятикратный платиновый сертификат от Британской ассоциации производителей фонограмм за продажу 1,5 миллиона экземпляров. Он также стал третьим по объёму продаж альбомом 1995 года в Великобритании после одноименного альбома дуэта Robson & Jerome и альбома группы Oasis (What’s the Story) Morning Glory?. В ноябре 2006 года компания The Official Charts Company опубликовала список ста самых продаваемых альбомов всех времен в Соединенном Королевстве. Дион попала в список с тремя альбомами, в том числе с The Colour of My Love на семьдесят седьмом месте с продажами 1 816 915 копий (подтверждающими право на шестикратный платиновый сертификат). The Colour of My Love также имел большой успех в других европейских странах. Он занял первое место в чартах Ирландии, Норвегии, Бельгии (Фландрии) и Дании и вошёл в десятку лучших во Франции, Испании, Швейцарии, Швеции, Финляндии, Португалии и Нидерландах. Альбом получил мультиплатиновый, платиновый и золотой сертификаты в различных странах Европы. В 1996 году Международная федерация производителей фонограмм присвоила ему четырежды платиновый статус за продажу четырёх миллионов копий в Европе.
В Японии альбом первоначально достиг шестьдесят пятой строчки в феврале 1994 года и получил золотой сертификат с продажами 200 000 экземпляров. Благодаря успеху «To Love You More» The Colour of My Love был переиздан с этой песней в октябре 1995 года и достиг седьмого места в чарте альбомов Oricon в ноябре 1995 года. В январе 1996 года он был признан трижды платиновым, а позже в том же году The Colour of My Love стал первым альбомом Дион, проданным миллионным тиражом в Японии, с суммарными продажами оригинальной версии и переиздания. По состоянию на май 1996 года в Юго-Восточной Азии было продано более 1,5 миллионов копий альбома.
В Австралии альбом дебютировал под номером девять в марте 1994 года. Опять же, благодаря успеху «Think Twice» он возглавлял чарт ARIA в середине 1995 года в течение восьми недель, что стало самым продолжительным пребыванием на первом месте в этом году. Он также стал вторым самым продаваемым альбомом 1995 года в Австралии после Don’t Ask Тины Арены. The Colour of My Love получил девятикратный платиновый сертификат от Австралийской ассоциации звукозаписывающих компаний за отгрузку 630 000 экземпляров альбома.

## Признание
The Colour of My Love выиграл две премии «Джуно» 1995 года в номинациях «Альбом года» и «Самый продаваемый альбом (зарубежный или отечественный)». Он также получил премию Ирландской ассоциации звукозаписывающих компаний в категории «Лучший международный женский альбом» в 1996 году и был номинирован на премию «Эдисон» в 1995 году в категории «Лучший альбом». Песни из The Colour of My Love также получили различные номинации и награды по всему миру. «Think Twice» получила премию Премию Айвора Новелло за «Лучшую песню в музыкальном и текстовом плане», а «To Love You More» получила гран-при среди международных синглов на церемонии вручения премии Japan Gold Disc Awards. Песня «When I Fall in Love» получила премию «Грэмми» за «Лучшую инструментальную аранжировку, сопровождающую вокал» и была номинирована в категории «Лучшее вокальное поп-исполнение дуэтом или группой» в 1994 году. Песня также выиграла две премии Американского общества композиторов, авторов и издателей (ASCAP) в области поп-музыки в категории «Самые исполняемые песни» и была номинирована на «Кинонаграду MTV» как «Лучшая песня из фильма».
«The Power of Love» была номинирована на премию «Грэмми» за «Лучшее женское вокальное поп-исполнение», премию American Music Award в категории «Любимый поп/рок-сингл», премию «Джуно» за «Сингл года» и две премии Billboard Music Awards в номинациях «Сингл из горячей сотни года» и «Adult Contemporary-сингл года». «The Power of Love» также получила премию ASCAP Pop Award как одна из самых исполняемых песен, а «Misled» получила премию BMI Pop Award в той же категории. Благодаря альбому The Colour of My Love и его синглам Дион также получила награды World Music Awards в номинациях «Самая продаваемая канадская артистка года» и «Самая продаваемая канадская артистка года», премию «Джуно» как «Вокалистка года» и премию «Феликс» как «Артистка года, достигшая наибольшего успеха за пределами Квебека» и «Артистка года, достигшая наибольшего успеха на языке, отличном от французского». Дион была номинирована на свою первую премию Brit Award в категории «Лучшая международная исполнительница», а также была номинирована на другие премии Billboard Music Awards и «Джуно». The Colour of My Love Concert также был номинирован на премию «Джемини» в 1995 году.

## Список композиций
| №                   | Название                                         | Автор(ы)                                                    | Продюсер(ы)                | Длительность |
| ------------------- | ------------------------------------------------ | ----------------------------------------------------------- | -------------------------- | ------------ |
| 1.                  | «The Power of Love»                              | Гюнтер Менде Кэнди Деруж Дженнифер Раш Мэри Сьюзан Эпплгейт | Дэвид Фостер               | 5:42         |
| 2.                  | «Misled»                                         | Питер Зиззо Джимми Бралауэр                                 | Рик Уэйк                   | 3:30         |
| 3.                  | «Think Twice»                                    | Энди Хилл Питер Синфилд                                     | Кристофер Нил Альдо Нова   | 4:47         |
| 4.                  | «Only One Road»                                  | Зиззо                                                       | Уэйк                       | 4:48         |
| 5.                  | «Everybody’s Talkin’ My Baby Down»               | Арни Роман Расс Десалво                                     | Уэйк                       | 4:01         |
| 6.                  | «Next Plane Out»                                 | Дайан Уоррен                                                | Гай Рош                    | 4:57         |
| 7.                  | «Real Emotion»                                   | Уоррен                                                      | Уэйк                       | 4:26         |
| 8.                  | «When I Fall in Love» (дуэт с Клайвом Гриффином) | Эдвард Хейман Виктор Янг                                    | Фостер                     | 4:20         |
| 9.                  | «Love Doesn’t Ask Why»                           | Барри Манн Синтия Вайль Фил Галдстон                        | Уолтер Афанасьефф          | 4:08         |
| 10.                 | «Refuse to Dance»                                | Чарли Дор Дэнни Шоггер                                      | Нил                        | 4:22         |
| 11.                 | «I Remember L.A.»                                | Тони Колтон Ричард Уорлд                                    | Нил                        | 4:12         |
| 12.                 | «No Living Without Loving You»                   | Уоррен                                                      | Рош                        | 4:22         |
| 13.                 | «Lovin’ Proof»                                   | Уоррен                                                      | Уэйк                       | 4:11         |
| 14.                 | «Just Walk Away» (кроме американского издания)   | Марти Шэррон Альберт Хаммонд                                | Стив Линдси Умберто Гатика | 4:58         |
| 15.                 | «The Colour of My Love»                          | Фостер Артур Янов                                           | Фостер                     | 3:25         |
| Общая длительность: | Общая длительность:                              | Общая длительность:                                         | Общая длительность:        | 65:39        |

| №                   | Название            | Автор(ы)             | Продюсер(ы)         | Длительность |
| ------------------- | ------------------- | -------------------- | ------------------- | ------------ |
| 16.                 | «To Love You More»  | Фостер Джуниор Майлз | Фостер              | 5:32         |
| Общая длительность: | Общая длительность: | Общая длительность:  | Общая длительность: | 71:11        |

## Чарты
| Чарты 1993—1996                     | Позиция |
| ----------------------------------- | ------- |
| Австралия (ARIA)                    | 1       |
| Австрия (Ö3 Austria)                | 18      |
| Бельгия/Валлония (Ultratop)         | 13      |
| Бельгия/Фландрия (Ultratop)         | 1       |
| Великобритания (UK Albums Chart)    | 1       |
| Германия (Offizielle Top 100)       | 16      |
| Дания (Hitlisten)                   | 1       |
| Европа (Top 100)                    | 4       |
| Ирландия (IRMA)                     | 1       |
| Испания (PROMUSICAE)                | 7       |
| Италия (Musica e dischi)            | 11      |
| Канада (The Record)                 | 1       |
| Нидерланды (Album Top 100)          | 2       |
| Новая Зеландия (RMNZ)               | 2       |
| Норвегия (VG-lista)                 | 1       |
| Португалия (AFP)                    | 2       |
| США (Billboard 200)                 | 4       |
| Финляндия (Suomen virallinen lista) | 7       |
| Франция (SNEP)                      | 7       |
| Швейцария (Schweizer Hitparade)     | 9       |
| Швеция (Sverigetopplistan)          | 4       |
| Шотландия (Scottish Albums Chart)   | 1       |
| Япония (Oricon)                     | 7       |

| Чарт (1993)                 | Позиция |
| --------------------------- | ------- |
| Канада (RPM Top Albums/CDs) | 43      |

| Чарт (1994)                 | Позиция |
| --------------------------- | ------- |
| Австралия (ARIA)            | 48      |
| Канада (RPM Top Albums/CDs) | 2       |
| Новая Зеландия (RMNZ)       | 32      |
| США (Billboard 200)         | 16      |
| Франция (SNEP)              | 34      |

| Чарт (1995)                              | Позиция |
| ---------------------------------------- | ------- |
| Австралия (ARIA)                         | 2       |
| Бельгия/Валлония (Ultratop)              | 34      |
| Бельгия/Фландрия (Ultratop)              | 3       |
| Великобритания (OCC)                     | 3       |
| Германия (Offizielle Top 100)            | 35      |
| Испания (PROMUSICAE)                     | 29      |
| Канада (RPM Top Albums/CDs)              | 67      |
| Нидерланды (MegaCharts)                  | 8       |
| Новая Зеландия (RMNZ)                    | 6       |
| Норвегия (VG-lista Spring Period Albums) | 1       |
| Швейцария (Schweizer Hitparade)          | 10      |
| США (Billboard 200)                      | 116     |
| Япония (Oricon)                          | 98      |

| Чарт (1996)             | Позиция |
| ----------------------- | ------- |
| Австралия (ARIA)        | 22      |
| Великобритания (OCC)    | 55      |
| Нидерланды (MegaCharts) | 23      |
| Новая Зеландия (RMNZ)   | 45      |
| США (Billboard 200)     | 197     |
| Япония (Oricon)         | 43      |

| Чарт                 | Позиция |
| -------------------- | ------- |
| Великобритания (OCC) | 77      |

## Сертификации и продажи
| Регион | Сертификация  | Продажи    |
| --- | ------------- | ---------- |
| Австралия (ARIA) | 9× Платиновый | 630 000    |
| Австрия (IFPI Austria) | Золотой       | 25 000*    |
| Бельгия (BEA) | 2× Платиновый | 100 000*   |
| Великобритания (BPI) | 5× Платиновый | 1,816,915  |
| Германия (BVMI) | Золотой       | 250 000^   |
| Испания (PROMUSICAE) | Платиновый    | 100 000^   |
| Италия (FIMI) | Золотой       | 50 000*    |
| Канада (Music Canada) | Бриллиантовый | 1,500,000  |
| Нидерланды (NVPI) | 3× Платиновый | 300 000^   |
| Новая Зеландия (RMNZ) | 6× Платиновый | 90 000^    |
| Норвегия (IFPI Norway) | 3× Платиновый | 150 000*   |
| США (RIAA) | 6× Платиновый | 6 000 000^ |
| Турция (Mü-Yap) | Золотой       | 20,000     |
| Финляндия (Musiikkituottajat) | Платиновый    | 40,289     |
| Франция (SNEP) | Платиновый    | 300 000*   |
| Швейцария (IFPI Switzerland) | Платиновый    | 50 000^    |
| Швеция (GLF) | Платиновый    | 100 000^   |
| Япония (RIAJ) | 3× Платиновый | 1,013,450  |
| Итого |               |            |
| Европа (IFPI) | 4× Платиновый | 4 000 000* |
| Юго-Восточная Азия]] Юго-Восточная Азия | —             | 1,500,000  |
| Мир | —             | 20,000,000 |
| * Данные о продажах приведены только на основе сертификации. · ^ Данные о тиражах приведены только на основе сертификации. · Данные о продажах + прослушиваниях приведены только на основе сертификации. |               |            |

## История релиза
| Регион         | Дата            | Лейбл     | Формат        | Каталог    | Издание  |
| -------------- | --------------- | --------- | ------------- | ---------- | -------- |
| Канада         | 9 ноября 1993   | Columbia  | CD кассета    | 57555      | 15 песен |
| США            | 9 ноября 1993   | 550 Music | CD кассета    | 57555      | 14 песен |
| Япония         | 2 декабря 1993  | SMEJ      | CD            | ESCA-5893  | 15 песен |
| Германия       | 11 февраля 1994 | Columbia  | CD LP кассета | 474743     | 15 песен |
| Швейцария      | 14 февраля 1994 | Columbia  | CD LP кассета | 474743     | 15 песен |
| Великобритания | 21 февраля 1994 | Epic      | CD кассета    | 474743     | 15 песен |
| Австралия      | 7 марта 1994    | Epic      | CD кассета    | 474743     | 15 песен |
| Великобритания | 1 августа 1994  | Epic      | MD            | 4747438    | 15 песен |
| Япония         | 21 октября 1995 | SMEJ      | CD            | ESCA-6340  | 16 песен |
| Япония         | 30 мая 2018     | SMEJ      | Blu-spec CD2  | SICP-31166 | 15 песен |
| Разные         | 9 ноября 2018   | Columbia  | LP            | 589420     | 15 песен |